# Nils Gustaf von Lagerheim
Nils Gustaf von Lagerheim ( 1860 - 1926) fue un botánico, pteridólogo, micólogo, algólogo, profesor y explorador sueco; reconocido como el fundador del análisis de polen, que continuaría desarrollando Ernst Jacob Lennart von Post (1884-1951).

## Biografía
Gustavo nació en una familia noble. Su madre era Emma Gustafva Landgren. Tanto su padre y su abuelo eran aficionados a la botánica, y Gustavo tuvo a profesores horticultores, y comenzó a estudiar la botánica durante el horario escolar Su padre fue Secretario de Estado. Fue continuador de los primeros briólogos suecos, como Olof Celsius el Viejo y Anders Celsius.
Tuvo un talento precoz para la microscopía. Estudió botánica y astronomía en la Universidad de Upsala, donde fue llevado a la microbiología de criptógamas, y en la Universidad de Estocolmo, antes de ir a Alemania para convertirse en estudiante de Robert Koch, en Berlín, y permaneció en la Universidad de Friburgo de Brisgovia, y en la de Montpellier.
En 1889, fue curador en Lisboa, y más tarde en ese mismo año, profesor de criptógamas en Quito, Ecuador, y Jefe del Jardín Botánico de Quito. Y realizó numerosas expediciones a campo. En 1892, dejó Ecuador, enfermo de malaria y conducido por la inestabilidad política del país, hacia Noruega.
En 1893, se convirtió en doctor honoris causa, en botánica en la Universidad de Upsala. En 1895 fue profesor de botánica en la universidad de Upsala; ocupando el cargo hasta 1925, cuando se retiró.
Fue sobre criptógamo, micólogo y algólogo, especialmente destacado en algas de agua dulce, y también en hongos parásitos. Sus escritos sobre la falsificación de productos alimenticios, que floreció en el comercio, taxonomía, y mucho más. Su esfuerzo principal fue el análisis de polen, un método que creó, y perfeccionó Lennart von Post. Esto sucedió porque se encontró con que los granos de polen encontrados en la turba puede proporcionar información sobre la vegetación y ciertas condiciones de la época en que la turba se forma, en el que escribió en 1902, "Métodos de análisis de polen". Eso también ha sido importante para la arqueología.

## Curiosidades
Realizó estudios bioquímicos de Brígida de Suecia.

## Vida privada
Se casó en 1890, en Panamá, con Celine Julie Berthe Deveria (1862-1942) aborigen de Essex, Inglaterra.

## Algunas publicaciones
- gustaf Lagerheim. 1898. Stockholms högskola 1878-1898 : Botaniken och det botaniska institutet. Estocolmo. Libris 2758840

- ---------------------. 1895. Ueber das Phycoporphyrin, eine Conjugatenfarbstoff. Videnskabs-Selskabets Skrifter. Mathem.-naturv. Kl. 5. Kristiania. Libris 2758842

- ---------------------. 1894. Zur Anatomie der Zweibel von Grinum pratense Herb. Skrifter udg. af Videnskabs-selskabet i Christiania. 1: Math.-nat.vet.Kl. 3. Kristiania. Libris 2758845

- ---------------------. 1893. Om af svamp angripna fikon och dadlar (Hongos que infestan higos y dátiles)

- ---------------------. 1892. Descripción de un aparato sencillo para sacar y conservar pus, sangre &a. para estudios microscópicos ó bacteriológicos

- ---------------------. 1891a. Sobre la multiplicación agámica por conidios del protallo de ciertos helechos

- ---------------------. 1891b. Zur Biologie der Iochroma macrocalyx Benth. Editor Gebrüder Borntræger, 4 pp.

- ---------------------. 1891c. Zur kenntniss des Moschuspilzes: Fusarium aquaeductuum Lagerheim (Selenosporium aquaeductuum Rabenhorst et Radlkofer, Fusisporium moschatum Kitasato)

- ---------------------. 1890.  La enfermedad de los pepinos: su causa y su curación

- ---------------------. 1888. Über Desmidiaceen aus Bengalen nebst Bemerkungen über die geographische Verbreitung der Desmidiaceen in Asien. Bihang till K.Sv.Vet.akad.handl. 13 (3) Estocolmo. Libris 2758886

- ---------------------. 1884. Ueber Phæothamnion, eine neue Gattung unter den Süsswasseralgen. K.Sv.vet. akad. handl. Bihang 9 (19) Estocolmo. Libris 2758843

- ---------------------. 1882. Scripta algologica

### Libros y capítulos
- gustaf Lagerheim. 2010a. Ofversigt Af Kongl Vetenskaps-Akademiens Forhandlingar (Sinopsis de la Real Academia de las Ciencias y sus acciones). Edición reimpresa de Kessinger Publishing, LLC, 130 pp. ISBN 1-168-51185-2

- ---------------------. 2010b. Algologiska Och Mykologiska Anteckningar: Frán en Botanisk Resa I Luleá Lappmark (Algologo y notas micológicas: De un viaje botánico en Lulea Laponia). Edición reimpresa de BiblioBazaar, 134 pp. ISBN 1-141-84682-9

- ---------------------. 1901. Om lämningar af Rhizopoder, Heliozoer och Tintinnider i Sveriges och Finlands lakustrina kvartäraflagringar. 52 pp.

- ---------------------. 1918. Anmärkningar vid skriften Oväldiga tankar om Götha Canal (Declaraciones de pensamientos con escritura imparcial sobre el Canal de Gotha). 74 pp.

- ---------------------. 1895. Monographie der ecuadorianischen arten der gattung Brugmansia Pers. Edición reimpresa de Wilhelm Engelmann, 668 pp.

- ---------------------. 1890. Contribuciones a la flora algológica del Ecuador. Edición reimpresa de Impr. de la Universidad, 16 pp.

- ---------------------. 1885. Codiolum polyrhizum n. sp: bidrag till kännedomen om slägtet Codiolum A.Br.. Öfversigt af Kongl. vetenskaps-akademiens förhandlingar. Editor P.A. Norstedt, 11 pp.

- ---------------------. 1883. Algae and related subjects: - collected works

- ---------------------. 1882. Bidrag till kännedomen om Stockholmstraktens Pediastréer, Protococcacéer och Palmellacéer (Contribución al conocimiento de la Pediastráceas de Estocolmo, y Protococcáceas Palmelláceas). 35 pp.

## Honores
- De 1915 a 1919: presidente de la Sociedad Botánica de Estocolmo
- La abreviatura «Lagerh.» se emplea para indicar a Nils Gustaf von Lagerheim como autoridad en la descripción y clasificación científica de los vegetales.[2]